# Marsvin

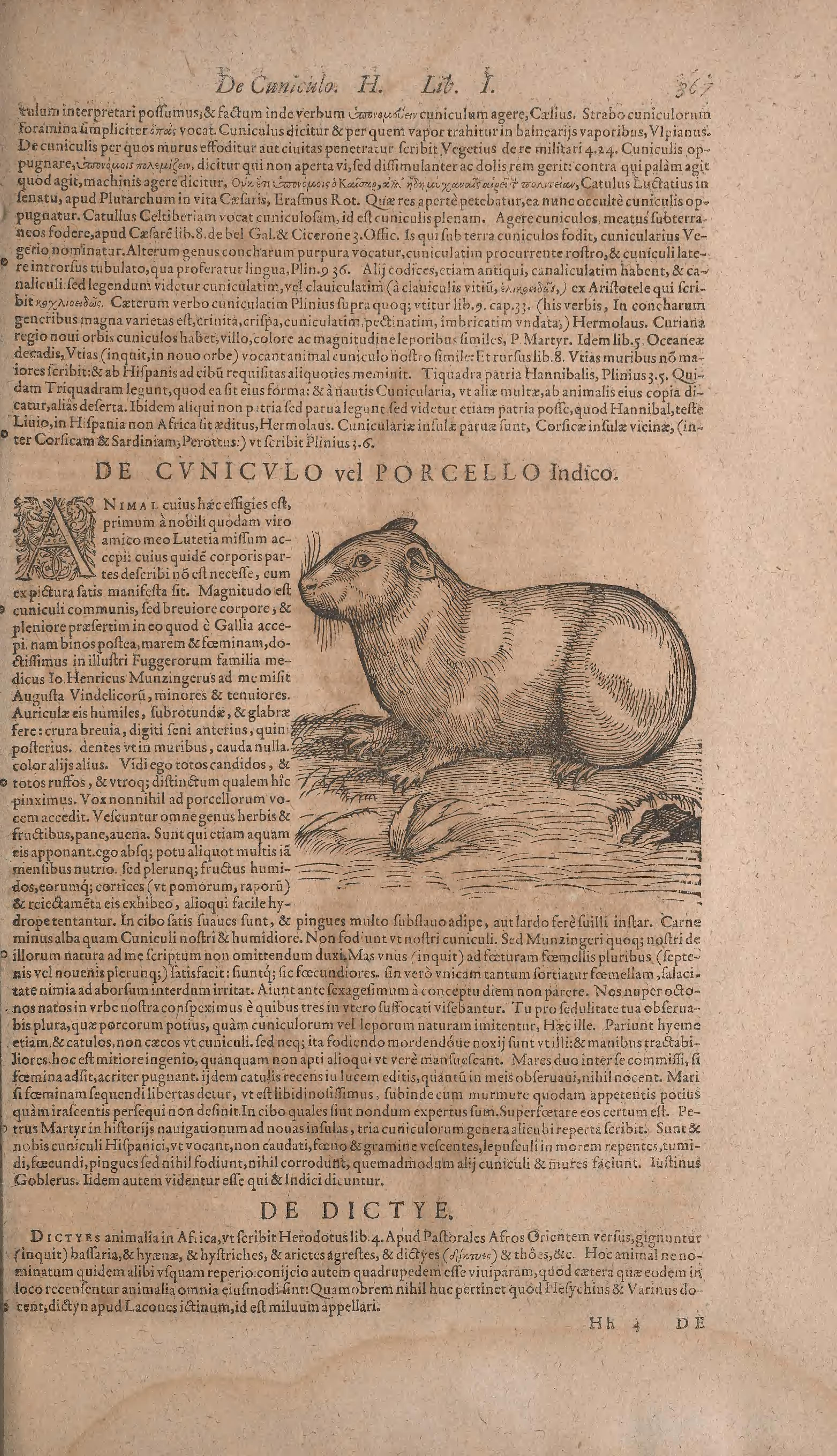
Den äldsta kända avbildningen av ett marsvin i Europa publicerades på 1550-talet i den schweiziske naturalisten Conrad Gesners verk Historia animalium.

Marsvin (Cavia porcellus) är ett däggdjur i ordningen gnagare som hålls som husdjur, både som sällskapsdjur och för köttproduktion. Marsvinet härstammar från Anderna i Sydamerika och domesticerades redan 5000 f.Kr, främst för köttets skull. DNA-studier har visat att den domesticerade arten härstammar från hybrider av andra marsvinsarter och därför inte förekommer naturligt i det vilda. Trivialnamnet marsvin kommer från tyska Meerschweinchen som betyder "liten havsgris" (se även Scotoplanes, "havsgrisar").

## Ursprung
Marsvin har sitt ursprungliga utbredningsområde i Anderna, Sydamerika. Till Europa och resten av världen kom den domesticerade formen på 1500-talet, enligt DNA-studier från hybrider av de närbesläktade arterna Cavia aperea, Cavia fulgida och Cavia tschudii och därför inte existerar naturligt i det vilda. De vilda marsvinsarterna lever i öppna områden med låg växtlighet där de kan gömma sig.
Redan 5000 f.Kr. förekom det domesticerade marsvin hos indianer i Anderna. Marsvinet, som fortfarande spelar en viktig roll inom många indiankulturer, användes främst som föda, men även inom traditionell medicin och religiösa ceremonier. Som mat konsumeras marsvin främst i Peru, Bolivia och Ecuador. 
Marsvinet kom förmodligen till Europa under 1500-talet, inte minst efter den spanska erövringen av Peru 1532. Spanska, nederländska och engelska köpmän tog med sig marsvin till Europa under 1500-talet, där de snabbt blev populära bland överklassen och kungahusen, exempelvis hos Drottning Elizabeth I. I Sverige hade kung Karl XI ett marsvin när han var barn. Den äldsta kända avbildningen av ett marsvin i Europa publicerades på 1550-talet i den schweiziske naturalisten Conrad Gesners verk Historia animalium. Delar av ett marsvinsskelett daterat till 1574–1575 har återfunnits vid ett gods i England och är det äldsta kända arkeologiska belägget för marsvin i Europa. I Europa har de aldrig haft någon betydelse som köttdjur men har senare, förutom som husdjur, även använts som försöksdjur. Redan på 1700-talet började man använda marsvinet som laboratoriedjur och de används i dag bland annat i allergitester.
Trivialnamnet marsvin kommer från tyska Meerschweinchen som betyder "liten havsgris". Namnet har förklarats med att de första djuren som importerades till Europa kom med skepp över haven och lät som små grisar.

## Marsvin som husdjur
Marsvinet är ett sällskapsdjur som finns i flera färger och färgkombinationer. Marsvin har lugnt temperament, är lätta att sköta, renliga, men relativt högljudda (de piper, kurrar och visslar). De har ett utvecklat ljudspråk för att kommunicera med varandra där varje ljud har olika betydelser. Du som marsvinsägare lär dig efter ett tag att känna igen de olika ljuden och deras betydelser. Marsvin kan även försöka kommunicera med människor via qiuit-ljud. Detta är vanligt förekommande när de är hungriga och ropar efter mat.
Marsvin är flockdjur och enligt svensk djurskyddslag måste marsvin hållas med minst ett annat marsvin av samma kön. Ensamma marsvin blir ofta deprimerade, mår psykiskt dåligt och blir skygga samt är svårare att domesticera. Ensamma marsvin kan även svälta sig själva till döds.
Marsvin kan bli 5-8 år gamla och väger som fullvuxna ungefär ett kilo.

### Föda
Hö är den viktigaste delen av marsvinets kost och bör utgöra 80 procent av marsvinens totala kost, det slipar ner tänderna samt är viktigt för matsmältningen. Förutom hö ska kosten även bestå av grönsaker och eventuellt kraftfoder (om det behövs). Marsvin kan inte tillverka C-vitamin varför de dagligen behöver få C-vitaminrika grönsaker för att inte drabbas av bristsjukdomar som skörbjugg och förlamning i bakbenen. Däremot ska de inte få tillskott av C-vitamin, eftersom det kan förorsaka urinsten. Marsvinet ägnar sig åt cecotrofi, det vill säga att det äter sin egen avföring, blindtarmsinnehållet, för att få i sig de näringsämnen som tillverkas i blindtarmen. Ett för högt intag av salter ökar risken för urinstenar och njurproblem.

### Parning
En marsvinshona är brunstig ungefär var femtonde dag och dräktig i omkring 70 dygn. Riskerna under dräktighet och förlossning ökar med åldern. Det rekommenderas att honan är minst sju månader när hon får sin första kull, gärna runt nio-tio månader men hon bör få sin första kull under första levnadsåret.[källa behövs] Hanen kan gå tillsammans med honan i ungefär fem veckor men han ska skiljas från honan före förlossningen annars kommer han att para sig med honan direkt efter, vilket kan äventyra honans hälsa och liv. Hon behöver vila efter varje kull och bör inte få fler än två kullar per år. Toxicos (havandeskapsförgiftning) är en relativt vanlig komplikation vid marsvinsuppfödning varför honan inte bör utsättas för stress under dräktigheten. Om honan utvecklar toxicos är det i princip omöjligt att häva tillståndet och det slutar oftast att honan och hennes oftast ofödda ungar dör.

### Kullen
Honan föder vanligen sin kull på natten eller tidig morgon, utan att bygga bo. Det är vanligt med tre ungar men en kull kan bestå av en till fyra ungar. Ungarna väger mellan 60 och 120 gram. Marsvinsungen föds med öppna ögon och päls, och kan mycket snart springa och börja smaka på de vuxnas föda. Marsvinsungarna bör stanna hos sin mamma i minst fem veckor. Men om en hane eller flera ingår i kullen finns det risk att han parar sig med sina systrar eller sin mamma när han blir könsmogen, vilket kan ske redan vid fem veckors ålder, då är man tvungen att separera honom från mamman och systrarna. Lämpligt är då att sätta hanen/hannarna med en äldre hane som då kan tjänstgöra som trygghet och mentor. Ofta sätts hanar ihop med andra hanar som är lika gamla, med risk att de börjar slåss när de är könsmogna, eller med en äldre hane i kamp om dominans. Vanligt är att man kastrerar dem vid 5–6 månaders ålder.

### Raser
Inom Svenska Marsvinsföreningen (SMF) är marsvinsraserna, eller varianterna som är ett mer passande ord, indelade i tre huvudkategorier: strävhåriga, korthåriga och långhåriga. Det finns även raser med "guidestandard" och "ostandardiserade" marsvin. Samtliga raser finns i många olika färger och teckningar.

#### Strävhåriga raser
Abessinier, har en päls som växer i 8–10 virvlar eller rosetter i ett mönster. Deras temperament skiljer sig något från de släthåriga, de är mer livliga och nyfikna, i vissa fall på gränsen till aggressiva. På kroppen ska åsar och rosetter sitta och bilda ett rutigt mönster. Abessiniern ska ge strävt, stickigt, borstigt och robust intryck. Välbalanserade och välplacerade rosetter och raka höga åsar samt en päls och sträv och grov kvalitet gör en bra abessinier. Ett marsvin med virvlar i pälsen kallas ofta "virvelmarsvin" men det är inte detsamma som en abessinier.
Rex har en tät, sträv päls som växer rakt ut och får marsvinet att se ut som en liten björn. Rasen kommer från England. Det är inte färgerna som är det viktigaste utan pälsen. När ungarna föds har de lockig "baby-päls" som de fäller, men ibland fortsätter pälsen locka sig på magen.
Teddy är en strävhårsras och därför är pälsen det mest väsentliga hos en teddy. Den skall ha mjuka former med en korrekt kroppsform och ett vackert huvud samt ge ett runt intryck. Pälsens riktning, dess kvalitet och tätheten är det mest rastypiska hos en Teddy. En teddy ser ut som en rex men raserna är inte besläktade. Teddyn kommer från USA. Teddysar är ofta väldigt lugna, nyfikna och trevliga.
Skinny är en naken ras som endast är behårad på tassar, ben och nos, samt kring kön. Skinnyn dök först upp i ett forskningslaboratorium i USA. Därifrån smugglades rasen troligtvis senare ut.
CH-teddy (Schweizier-teddy)

#### Korthåriga raser
Self betyder att marsvinet har endast en färg, exempelvis svart. Det finns 14 olika färger som är godkända vid utställning.
Nonself betyder att marsvinet inte är enfärgat. Det kan antingen vara i en speciell teckning eller i flera olika färger.
Crested är släthårig och har en virvel (engelska: crest) i pannan. Det mest rastypiska för crested är virveln, som ska vara placerad mellan öronen och ögonen, vara rund och djup med ett fint centrerat centrum. 
Det finns två olika sorters crested, English Crested som är helt enfärgad och godkänd i alla godkända färger samt American Crested som ska ha en avvikande färg på cresten (oftast vit), American Crested kan ha enfärgad kropp i någon av de godkända färgerna eller vara tecknad i någon av de godkända teckningarna.
Satin* har tunna, ihåliga hårstrån som gör att pälsen glänser. De är godkända i alla godkända färger och teckningar.
Satincrested* har samma sorts päls som en satin men med en virvel i pannan som en crested. Är godkänd i samma färger och teckningar som English och American crested.

#### Långhåriga raser
Lunkarya har vågig sträv päls. Pälsen växer hela livet. Det är en ras som har sitt ursprung i Sverige. Den upptäcktes i en djuraffär för försäljning och ägarna till djuraffären tyckte att den var så söt så de valde att behålla den och para den med en peruan de hade. De kända generna hos marsvin som ger lockig päls är recessiva men det visade sig att det bara blev lockiga ungar i den här kullen och fler parningar gjordes med honom visade det sig att samtliga avkommor (och senare även deras avkommor) blev lockiga, med andra ord hade ett dominant strävhårsanlag upptäckts bland marsvin. Idag är lunkaryan en etablerad ras som dock inte har riktigt så sträv päls som vore önskvärt för att få rätt stadga i pälsen. Rasen blev mycket populär i hela världen sedan den introducerats i Tyskland. Rasens namn uttalas precis som det stavas.
Peruan är långhårig, och därför är också pälsen det viktigaste hos en Peruan. För att ge en Peruan det så typiskt mäktiga och “runda” uttrycket är en fyllig lugg och kroppsformen av stor betydelse. En lång, jämn och tät päls av utmärkt kvalitet är det mest rastypiska hos en Peruan. En peruan ska ha två virvlar på rumpan som gör att pälsen växer framåt och ger dem lugg. Det finns även alpaca, den ser ut som en peruan men har lockig (recessiv) päls i stället för rak.
Sheltie har lång, slät päls som växer bakåt. Pälsen på huvudet är kortare, och marsvinet har inga virvlar. Pälsen det viktigaste i bedömningen av en sheltie på utställning. En lång, jämn och tät päls är det mest typiska hos denna marsvinsras. Vackert huvud och kroppsform är också av stor betydelse för en shelties typiska utseende. En texel ser ut som en sheltie fast har lockig päls istället (samma anlag som ger alpacan dess lockiga päls).

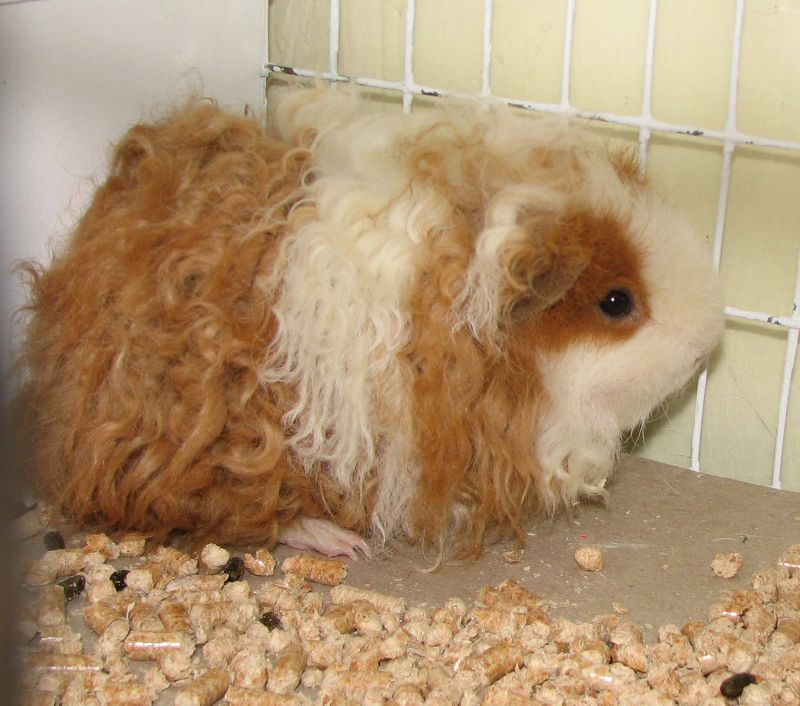
Texelmarsvin.

En coronet har en lång och rak päls som växer bakåt. Till skillnad från sheltien har coroneten en virvel (crest/coronet)mitt på huvudet, placerad mitt mellan ögonen och öronen och ser ut som cresten hos en Crested. Coronetens namn kommer från engelskans coronet vilket betyder liten krona.
Merino heter Coronetens lockiga motsvarighet och de ska se likadana ut förutom att Merinon har en lockig päls (samma anlag som den lockiga pälsen hos Alpaca och Texel).
Satinsheltie* ska se ut som en vanlig Sheltie fast deras päls ska vara av samma glansiga typ som hos en satin.

### Villkor för marsvinshållning i Sverige
I DFS 2005:8 ges följande krav på hållning av marsvin i Sverige, samt råd till tolkning av lagen:
- Marsvin ska hållas i par eller flock med andra marsvin. Undantag kan förekomma om särskilda skäl föreligger som vid smittsam sjukdom då veterinär förordar det.
- Allmänna råd om djurhållning enligt Djurskyddsinstitutet rekommenderar att ungarna är minst fyra veckor innan de skiljs från modern.
- Buren ska inredas så att marsvinen kan söka skydd.
- Marsvin ska ha fri tillgång till grovfoder (hö).
- Marsvin måste ges C-vitamintillskott dagligen, minst 10 mg/kg kroppsvikt till vuxna marsvin och minst 30 mg/kg kroppsvikt till växande, dräktiga och digivande marsvin.
- Ensamhållet marsvin ska ha min 0,3 m² att röra sig på, grupphållna djur minst 0,15 m²/djur. Avelshonor med ungar ska ha minst 0,25 m²/avelshona vid grupphållande. Önskvärt är att ge dem så mycket utrymme som möjligt för att undvika fysisk och psykisk ohälsa.
- Burens/inhägnadens golv får inte vara mindre än 40 cm på kortaste sidan och eventuellt burtak får inte sitta på lägre höjd än 25 cm, mätt på insidan av buren.

## Marsvin i kulturen

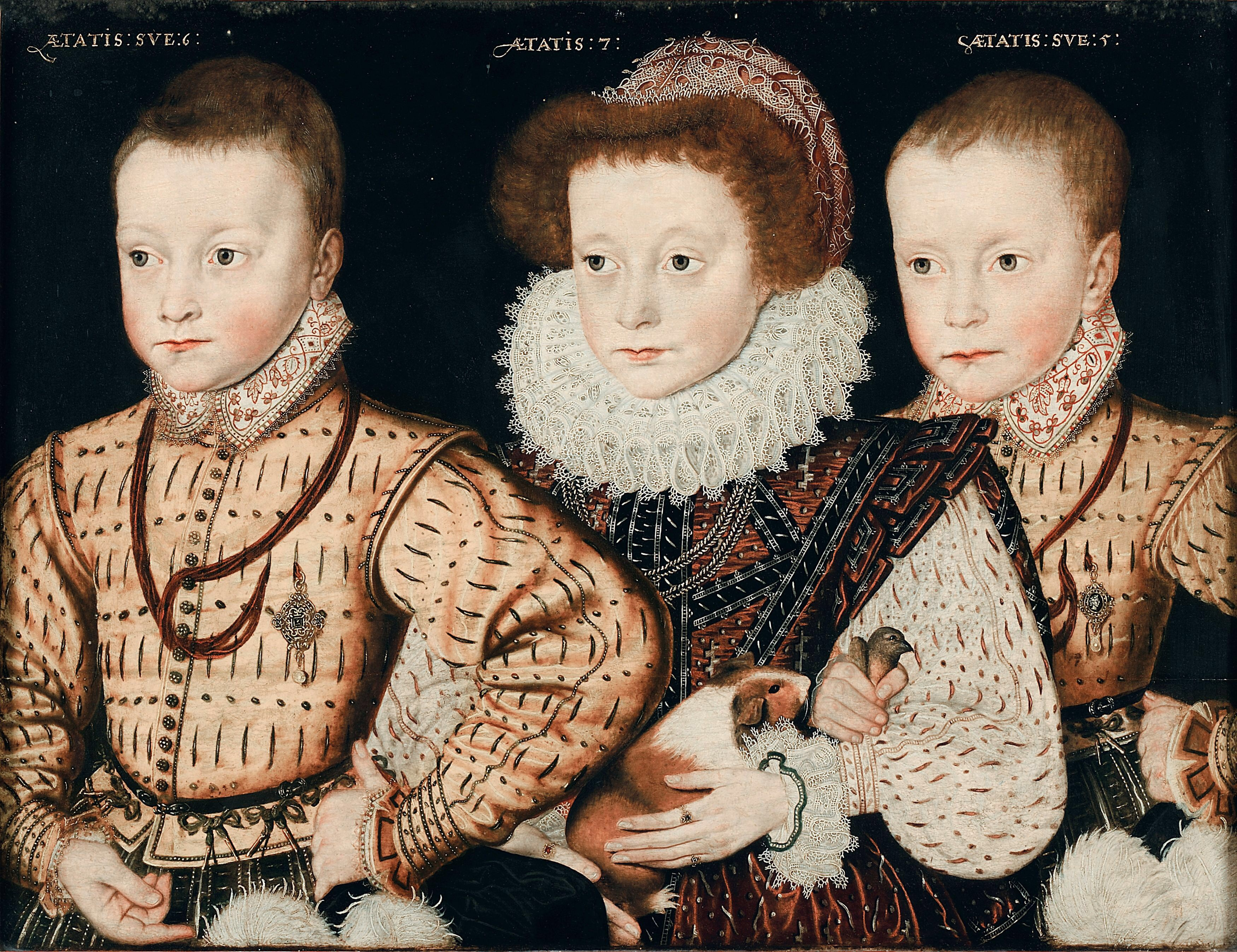
Äldsta kända avbildningen av ett marsvin i Europeisk konst – ett porträtt av tre engelska syskon från 1580-talet.

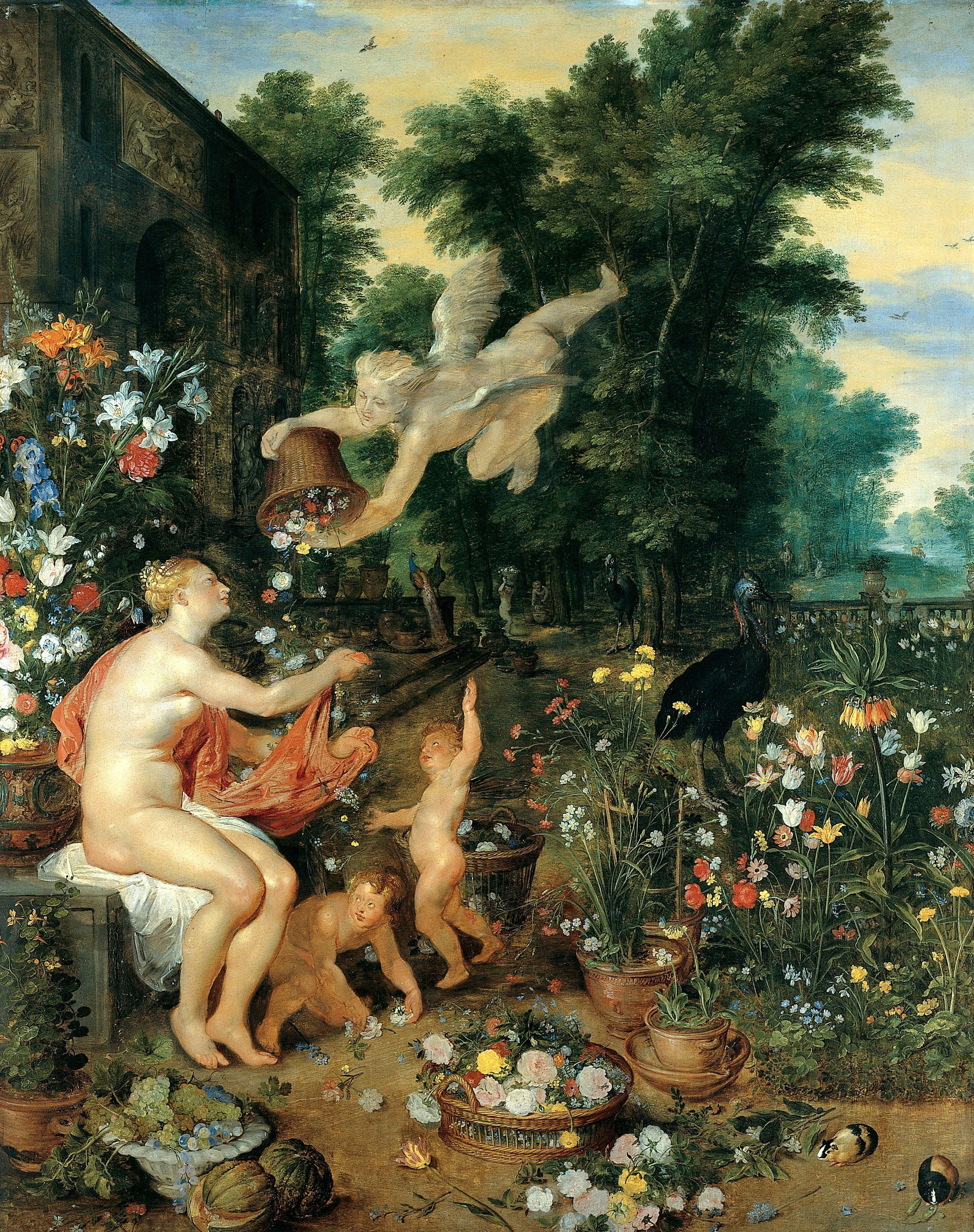
Flora och Zephyr, 1617, av Jan Brueghel den äldre och Peter Paul Rubens, där man ser marsvin i förgrunden.

Den äldst kända avbildningen av ett marsvin i Europa publicerades på 1550-talet i den schweiziske naturalisten Conrad Gesners verk Historia animalium. Men det äldsta kända avbildningen av ett marsvin i Europeisk konst förekommer i en porträttmålning av tre engelska syskon från 1580-talet. Sin främsta period hade marsvin som motiv inom västerländsk konst under 1600-talet. Djuret förekommer då i verk främst hos ett antal nederländska konstnärer som Jan van Kessel och David de Coninck, men framförallt i målningar av Jan Brueghel den äldre (1568–1625), som samarbetade med Peter Paul Rubens. Bruegel d ä var en framstående landskaps-, djur- och stillebenmålare och han fyllde sina målningar med exotiska djur, växter och föremål. I hans målningar förekommer marsvinet så pass ofta att de har kallats för hans signaturdjur.

## Marsvin som livsmedel

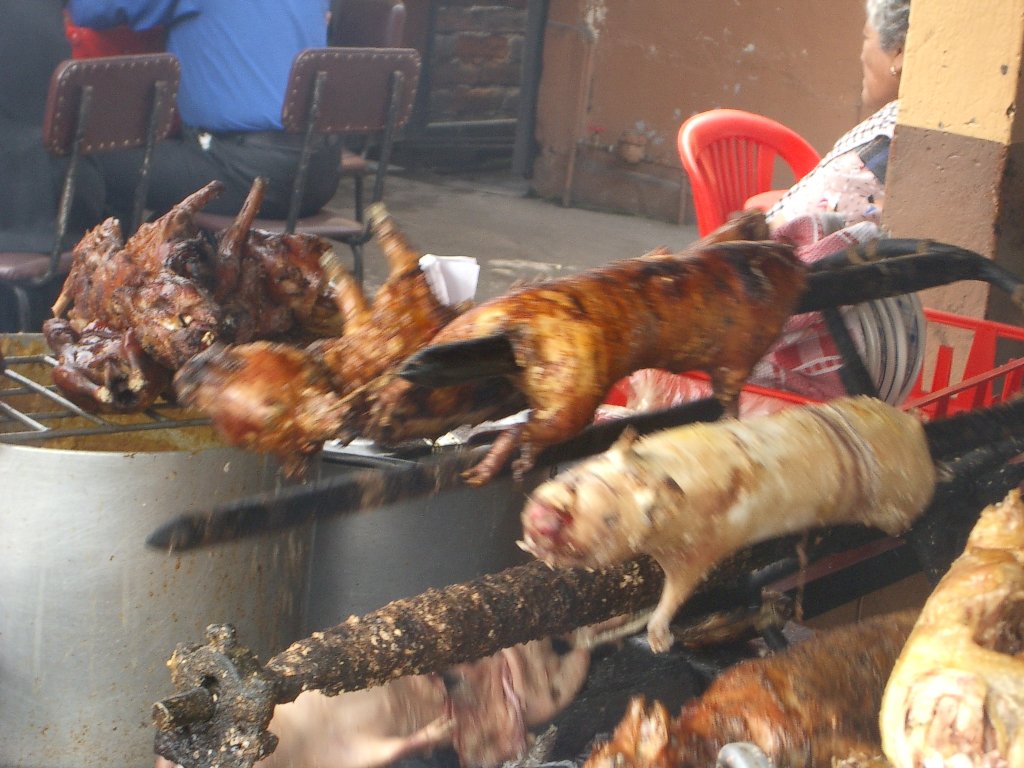
Grillat marsvin, äts i Ecuador och Peru.

Marsvin tillhör matkulturen runt Anderna, exempelvis i Ecuador, Peru och Bolivia. Vanligtvis grillas, ugnsbakas eller steks köttet. Smaken påminner om ett mellanting mellan kanin och kyckling. Vanligtvis äts hela djuret, inklusive huvudet. Marsvinen som går till matproduktion brukar växa till sig till en ålder av ett par månader.
Marsvin kan ätas på en cuyería (rakt översatt, marsvineria), rätter är exempelvis cuy al horno (rostad) och cuy chactado (stekt).